# Дюв, Кристиан де
Кристиан Рене де Дюв (фр. Christian René de Duve; 2 октября 1917, Темз-Диттон — 4 мая 2013, Nethen, Бельгия) — бельгийский цитолог и биохимик, лауреат Нобелевской премии по физиологии и медицине 1974 года (совместно с Альбером Клодом и Джорджем Паладе) «за открытия, касающиеся структурной и функциональной организации клетки».
Доктор философии (1945), эмерит-профессор Католического университета Лувена (с 1985 г.) и Университета Рокфеллера (с 1988 г.). Член Королевской академии наук и искусств Бельгии (ARB; 1975, корреспондент с 1963), иностранный член Национальной академии наук США (1975), Французской академии наук (1978), Лондонского королевского общества (1988), Американского философского общества (1991).

## Биография
Родился в Темз-Диттоне недалеко от Лондона, в семье беженцев из Бельгии. В 1920 году семья переселилась в Антверпен. Учился в Католическом университете Лувена с 1934 года. Работал в физиологической лаборатории Ж. Буккерта (J. P. Bouckaert), изучал питание клеток глюкозой и действие инсулина. Во время войны четыре года обучался химии, получив диплом «Licencié en Sciences Chimiques».
В 1945 году опубликовал книгу «Глюкоза, инсулин и диабет» (фр. «Glucose, insuline et diabète; biochimie, physiologie, pathogénie, applications thérapeutiques») объёмом более 400 страниц и получил степень «Agrégé de l’Enseignement Supérieur».
В 1946—1947 провёл 18 месяцев в Стокгольме, работая в Нобелевском медицинском институте в лаборатории Хуго Теодора (лауреата Нобелевской премии 1955 года). Затем полгода провёл в Вашингтонском университете (Сент-Луис), работая под руководством Герти Кори и Карла Кори (лауреаты Нобелевской премии 1947 года).
С коллегами усовершенствовал метод клеточного фракционирования, разработанный Альбером Клодом. Улучшенный метод  аналитического клеточного фракционирования позволил анализировать ферментативную активность различных фракций клеток, получаемых в процессе центрифугирования.
В 1949 году открыл органеллы, позже названные лизосомы, пероксисомы и провакуоли.
В 1951 получил должность профессора физиологической химии в Лувене, а 1962 году — профессора биологической цитологии в Рокфеллеровском университете (Нью-Йорк).
В 2013 году в 95-летнем возрасте принял решение добровольно уйти из жизни при помощи эвтаназии после того как долгое время страдал от рака и фибрилляции предсердий.

## Признание
Кристиан де Дюв, Альбер Клод и Джордж Э. Паладе получили Нобелевскую премии по физиологии или медицине в 1974 году «за открытия, касающиеся структурной и функциональной организации клетки».
Также удостоен:
- премией Пфицера от Бельгийской королевской медицинской академии (1957)
- премией Франки от Фонда Франки (1960)
- международной Гайрднера (1967)
- премией Хейнекена по биохимии и биофизике от Нидерландской королевской академии наук (1973)
- медалью Уилсона от Американского общества клеточной биологии (1989)

Был членом нескольких академий, в том числе: Бельгийской королевской медицинской академии, Папской академии наук (1970), Американской академии наук и искусств.